# 高橋伸彰 (実業家)
髙橋 伸彰（たかはし のぶあき、1977年 - ）は、日本の実業家、エンジェル投資家。株式会社フィル・カンパニー創業者であり、同代表取締役会長 。

## 経歴
長野県安曇野市生まれ。大阪府堺市出身。1993年西大和学園中学校卒業。1996年西大和学園高等学校卒業。2001年一橋大学商学部経営学科を卒業し、オリックス株式会社に入社。廣本敏郎ゼミ出身。株式会社フィル・カンパニー代表取締役社長の金子麻里はゼミの同期。
本社営業第一部配属。しかし、サラリーマン生活が性に合わず、退社。輸入雑貨を扱う自営業に転じたが、在庫の山を抱え、借金が膨らみ、2003年にアクタスマネジメントサービス株式会社入社。米国公認会計士の資格を習得。
2005年6月株式会社フィル・カンパニーを東京都目黒区に設立。2006年同社代表取締役就任。
独自開発のリユース建築システムを使い、駐車場の上空を商業施設や賃貸物件に活用する空中店舗開発事業を進める。2005年環境省環境ダイナマイト Grand Prix 2005準グランプリ受賞、2007年社団法人日本ニュービジネス協議会連合会第二回ニッポン新事業創出大賞アントレプレナー大賞部門特別賞受賞、2009年財団法人川崎市産業振興財団かわさき起業家優秀賞及び日本起業家協会JEA賞受賞、2010年藤沢市産業振興財団第11回湘南ビジネスコンテスト第2位受賞。2011年には名古屋市、2012年には大阪市での事業を開始。
2017年株式会社フィル・カンパニー代表取締役退任。2018年株式会社フィル・カンパニー取締役退任。2019年株式会社ストライク創業者の荒井邦彦、ことでんグループ代表の真鍋康正らと如水ベンチャーズ設立に参画し、1号ファンドに出資。2020年投融資会社のファルス株式会社を設立し、カンボジア等の新興国での社会起業などに従事。2023年株式会社フィル・カンパニー取締役。同年紺綬褒章受章。同年株式会社フィル・カンパニー代表取締役会長。